# Vincetoxicum speciosum
Vincetoxicum speciosum är en oleanderväxtart som beskrevs av Pierre Edmond Boissier och Spruner. Vincetoxicum speciosum ingår i släktet tulkörter, och familjen oleanderväxter. Inga underarter finns listade i Catalogue of Life.